# Freestyle (4Minute)
Freestyle è il terzo singolo del gruppo sudcoreano 4Minute.
La canzone è stata registrata nel 2011.

## Pubblicazione
La canzone doveva essere il terzo singolo dell'album 4Minutes Left ma fu scartata e fatta come singolo in digitale

## Performance
Le 4Minute promozionano il singolo nel mese di agosto su MTV coreano.

## Tracce
1. Freestyle
2. Heart to Heart
3. Mirror Mirror
4. Freestyle (remix)

## Video
Il 3 agosto esce il video ufficiale.

## Posizioni
| Classifica                 | Posizione massima |
| -------------------------- | ----------------- |
| Gaon Digital chart         | 8                 |
| Gaon Streaming chart       | 9                 |
| Gaon Download chart        | 9                 |
| Gaon BGM chart             | 1                 |
| Gaon Mobile Ringtone chart | 28                |